# NGC 1044
NGC 1044 is een elliptisch sterrenstelsel in het sterrenbeeld Walvis. Het hemelobject werd op 7 november 1784 ontdekt door de Duits-Britse astronoom William Herschel.

## Synoniemen
- PGC 10174
- MCG 1-7-23
- ZWG 414.38
- NPM1G +08.0088